# Półtora kota
Półtora kota (ros. Полтора кота, Połtora kota) – rosyjski krótkometrażowy film animowany z 2002 roku w reżyserii Andrieja Chrżanowskiego. Animowany dokument powstały na podstawie twórczości poety Iosifa Brodskiego. 

## Opis
Subiektywna opowieść o Petersburgu prowadzona w imieniu Iosifa Brodskiego, o życiu w Rosji i emigracji przedstawiana z punktu widzenia kota, do którego Josif Brodski według Anny Achmatowej był bardzo podobny.

## Nagrody
- 2003: XLIII Festiwal Filmowy w Krakowie – Nagroda Grand Prix – "Złoty Smok" (Polska)[2]